# Tapirus jeanpiveteaui
Tapirus jeanpiveteaui es una especie extinta de tapir que vivió en Francia durante el Plioceno. El estado de esta especie es incierto y algunos autores la consideran sinónima a Tapiriscus pannonicus.